# Гверу
Гверу (енгл. Gweru) (изговарало се Гвело (Gwelo) до 1982) је град у Зимбабвеу. Географска локација је 19° 25' Јужно и 29° 50' Источно. Број становника је преко 140.000 (2002). Град је основан 1894 од стране Др Леандер Стар Џамесона (Leander Starr Jameson).
Поред града се налази ваздухопловна база Торнхил (Thornhill Air Base) док се у граду налази Војни музеј Зимбабвеа (Zimbabwe Military Museum)
Индустрија је представљена са Зимбабве Алојс (Zimbabwe Alloys) топионицом челика као и фабриком обуће Бата (Bata Shoe Company).
Национална Железница Зимбабвеа има велику ложионицу Дабука јужно од града. Дабука је централно постројење за организовање возова према Мозамбику на истоку, Јужној Африци на југу, Боцвани и Намибији на југозападу и Замбији на северу.

## Становништво
| 1982.  | 1992.   | 2002.   | 2012.   |
| ------ | ------- | ------- | ------- |
| 78.918 | 128.037 | 141.260 | 157.865 |

## Партнерски градови
- Бермингхам
- Tsumeb
- Манчестер